# Tove Leffler
Tove Helena Burell Leffler, född 18 mars 1977, är en svensk författare, journalist, bokförlagschef och tidigare chefredaktör.

## Biografi
Leffler är uppvuxen i Göteborg och utbildade sig till journalist i London under tre år. Inom yrket har hon varit reporter och programledare för Folkradion och P3 Dokumentär i Sveriges Radio P3. Hon har också arbetat på Kulturradion och Medierna i Sveriges Radio P1. Vidare har hon varit reporter på Dagens Nyheters kulturdel under ett år.
Som författare har Leffler varit redaktör för antologin Könskrig, vilken utkom 2007 på bokförlaget Atlas. 2010 romandebuterade hon med Den kärleken, vilken byggde på hennes släkting Anne Charlotte Lefflers liv.
Åren 2012-2017 var Leffler chefredaktör för branschtidningen Svensk Bokhandel efter att sedan 2011 arbetat som redaktionssekreterare för samma organisation. Sedan hösten 2017 är hon förlagschef för Atlas bokförlag.